# Río Zhizdra
El Zhizdra (del ruso: Жиздра) es un río del óblast de Kaluga, en Rusia, afluente por la izquierda del Oká, y por lo tanto dentro de la cuenca hidrográfica del Volga.

## Geografía
El Zhizdra mide 223 km. Drena una cuenca de 9.170 km². Desemboca en el Oká por su orilla izquierda, a la altura de Peremyshl.

## Ciudades que atraviesa
El Zhizdra atraviesa las ciudades de Kozelsk y Zhizdra.

## Afluentes
Los afluentes más importantes son:
- El Reseta (orilla derecha)
- El Výtebet (orilla derecha)
- El Seriona (orilla izquierda)

## Hidrometría - Caudales enKozelsk
El caudal del río ha sido observado durante 48 años (período 1933-1985) en Kozelsk, ciudad situada a unos 40 km de su confluencia con el Oká.
El caudal medio anual en esta estación fue de 36,4 m³/segundo para una superficie de drenaje de más o menos 6.940 km², alrededor del 76% de la totalidad de la cuenca hidrográfica del río que es de 9.170. La lámina de agua anual que se vierte en la cuenca asciende a 166 mm, que puede ser considerada como moderada.
El caudal medio mensual observada en febrero (mínimo de estiaje) es de 15,3 m³/segundo, un 9% del caudal medio del mes de abril (168 m³/segundo), dato que subraya la amplitud bastante moderada para Rusia de las variaciones estacionales. En el período estudiado el caudal mensual mínimo registrado fue de 3,64 m³/segundo en enero de 1968, mientras que el máximo se elevó a 580 m³/segundo en abril de 1970.
Caudal medio mensual del Zhizdra en (en m³/segundo) medidos en la estación hidrométrica de Kozelsk
Datos calculados sobre 42 años